# ATP Vegeta Croatia Open Umag 2014
ATP Vegeta Croatia Open Umag 2014 byl tenisový turnaj pořádaný jako součást mužského okruhu ATP World Tour, který se hrál na otevřených antukových dvorcích Mezinárodního tenisového centra. Konal se mezi 21. až 27. červencem 2014 v chorvatském Umagu jako 25. ročník turnaje.
Turnaj s rozpočtem 485 760 eur patřil do kategorie ATP World Tour 250. Nejvýše nasazeným hráčem ve dvouhře byl devátý hráč světa Fabio Fognini z Itálie, který vypadl v semifinále s pozdějším vítězem. Singlovou soutěž překvapivě vyhrál uruguayský tenista Pablo Cuevas, jenž postoupil z kvalifikace. Deblovou trofej si odvezla česká dvojice František Čermák a Lukáš Rosol.

## Mužská dvouhra

### Nasazení
| Stát                             | Hráč                   | ATP | Nasazení |
| -------------------------------- | ---------------------- | --- | -------- |
| Itálie                           | Fabio Fognini          | 15. | 1.       |
| Španělsko                        | Tommy Robredo          | 20. | 2.       |
| Chorvatsko                       | Marin Čilić            | 22. | 3.       |
| Portugalsko                      | João Sousa             | 35. | 4.       |
| Česko                            | Lukáš Rosol            | 42. | 5.       |
| Itálie                           | Andreas Seppi          | 44. | 6.       |
| Francie                          | Édouard Roger-Vasselin | 45. | 7.       |
| Argentina                        | Carlos Berlocq         | 56. | 8.       |
| Žebříček ATP k 14. červenci 2014 |                        |     |          |

### Jiné formy účasti
Následující hráči obdrželi divokou kartu do hlavní soutěže:
- Borna Ćorić
- Mate Delić
- Ante Pavić

Následující hráči postoupili z kvalifikace:
- Marco Cecchinato
- Pablo Cuevas
- Andrej Martin
- Horacio Zeballos

### Odhlášení
před zahájením turnaje
- Alexandr Dolgopolov (poranění kolena)
- Santiago Giraldo
- Jürgen Melzer
- Leonardo Mayer

v průběhu turnaje
- Carlos Berlocq

## Mužská čtyřhra

### Nasazení
| Stát                                                                        | Hráč             | Stát      | Hráč             | ATP1) | Nasazení |
| --------------------------------------------------------------------------- | ---------------- | --------- | ---------------- | ----- | -------- |
| Rakousko                                                                    | Julian Knowle    | Rakousko  | Oliver Marach    | 86.   | 1.       |
| Uruguay                                                                     | Pablo Cuevas     | Argentina | Horacio Zeballos | 109.  | 2.       |
| Chorvatsko                                                                  | Mate Pavić       | Brazílie  | André Sá         | 112.  | 3.       |
| Česko                                                                       | František Čermák | Česko     | Lukáš Rosol      | 122.  | 4.       |
| Žebříček ATP k 14. červenci 2014; číslo je součtem umístění obou členů páru |                  |           |                  |       |          |

### Jiné formy účasti
Následující páry obdržely divokou kartu do hlavní soutěže:
- Toni Androić /  Marin Čilić
- Dino Marcan /  Nino Serdarušić

### Odstoupení
před zahájením turnaje
- Fabio Fognini

v průběhu turnaje
- Viktor Troicki
- Horacio Zeballos

## Přehled finále

### Mužská dvouhra
- Pablo Cuevas vs.  Tommy Robredo, 6–3, 6–4

### Mužská čtyřhra
- František Čermák /  Lukáš Rosol vs.  Dušan Lajović /  Franko Škugor, 6–4, 7–6(7–5)